# Ян Блау

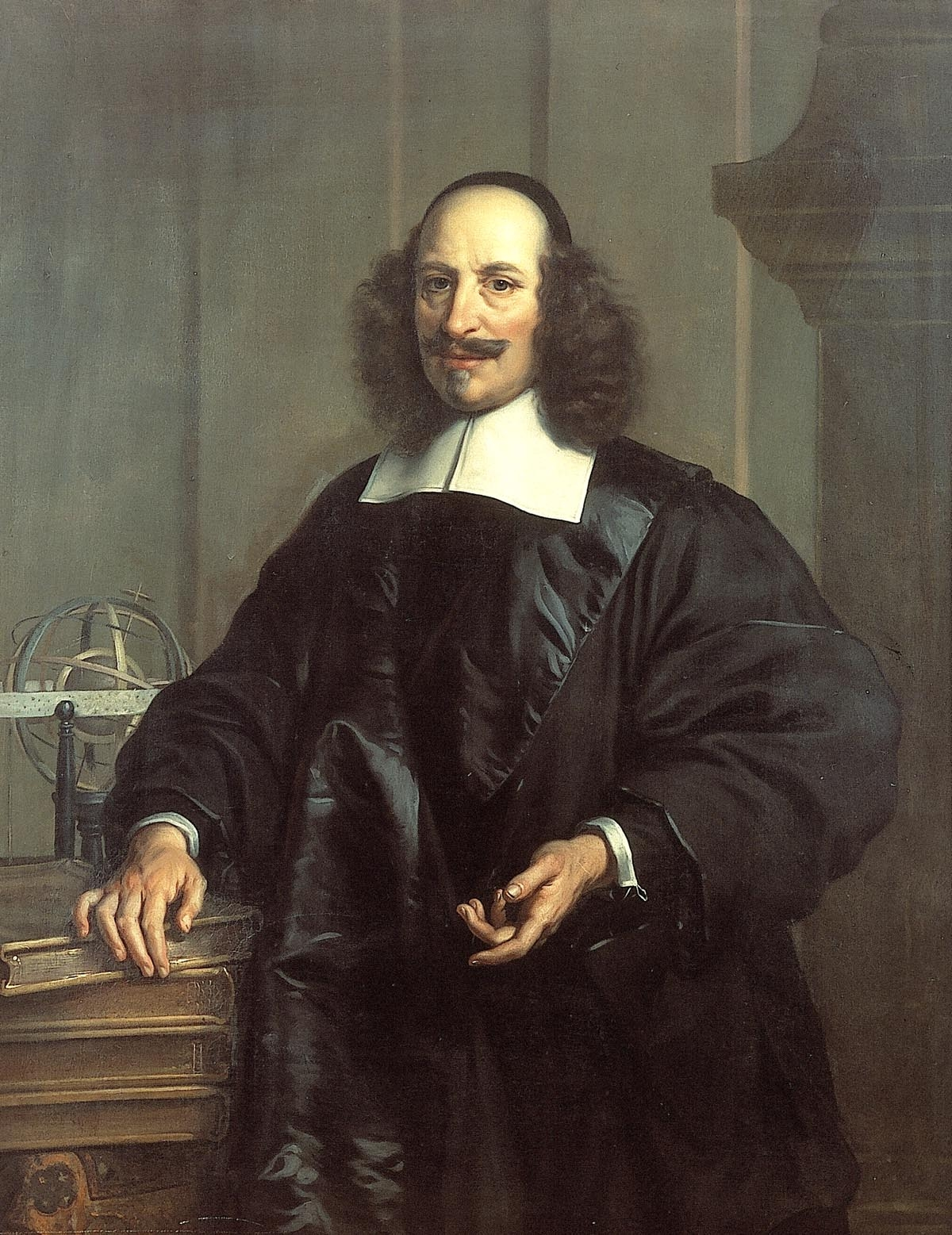

 Ян Віллем Блау  (нід. Jan (Joan) Willemsz. Blaeu) (1596—1673) — голландський гравер, картограф та видавець. Батько — Віллем Янсзон Блау.
1638 р., після смерті батька, Ян Віллем Блау разом з братом Корнеліусом продовжив його справу, а також став наступником свого батька на посаді картографа Голландської Ост-Індської компанії (в свій час картографом цієї компанії був учень його батька Гессель Ґеррітц). Після смерті брата в 1648 р. він сам керував створеною батьком компанією.

## Карти України
1638 карта «Russiæ, vulgo Moscovia, pars australis»  (Росія, в просторіччі Московія). На мапі Рязанщина показана як Ocraina, на південь від якої знаходиться Dikoia Pole  (Дике Поле)..
1670 р. Ян Блау, зменшивши розміри карти Гійома Левассера де Боплана, видає чотири карти: «Ukrainae Pars, Quae Kiovia palatinatus vulgo dicitur» («Частина України, Київське воєводство»);«Ukrainae Pars, Quae Podolia palatinatus vulgo dicitur» («Частина України, Подільське воєводство»); «UKRAINAE PARS QVA BARCLAVIA PALATINATUS Vulgo dicitur» («Частина України, Брацлавське воєводство»); «UKRAINAE PARS QVA POKUTIA Vulgo dictur» («Частина України, Покуття»).
Нікола Сансон у Франції та Ян Блау у Голландії працювали майже одночасно, адаптуючи «Спеціальну карту України» Боплана для її розміщення в стандартному на той час атласі формату фоліо. На відміну від Н. Сансона, Ян Блау створив не сім, а чотири карти України та українських земель на основі карти Г. Боплана. Покуття, Поділля, Брацлавщина та Київщина — чотири окремі роботи, що в картушах містять крім вказаних назв окреме позначення щодо кожного з них: «Частина України» та посилання на Боплана..
З 1662 р. видавництво Блау друкує карти України у «Atlas Maior». В залежності від мови видання та замовлення атлас варіювався від 9 т. голландського видання до 12 т. найповнішого французького видання 1667 р. «Le Grand Atlas, ou Cosmographie Blaviane, en laquelle est exactement descritte la terre, la mer, et le ciel». Назви кожної з чотирьох карт суттєво відмінні від найменувань, застосованих Сансоном, і, очевидно, відповідають розумінню компанії Блау українських реалій середини XVII ст. Географічна деталізація, художній рівень виконання і оформлення карт Яна Блау значно перевищує рівень робіт Нікола Сансона. Не лише чотири карти України, але весь «Atlas Maior» можна назвати найбільш масштабним друкованим виданням XVII—XVIII ст. як з художньої, так і з наукової точки зору. Крім мови видання, кожний із надрукованих примірників атласу з 1662 р. до 1672 р. сильно відрізнявся один від одного якістю оформлення та декорування. Це напряму залежало від побажань замовників і суттєво впливало на вартість виробу. Заплановане видання Великого атласу Яна Блау іспанською мовою так і залишилося незавершеним. Під час великої пожежі в Амстердамі 23 лютого 1672 р. його майстерня повністю згоріла. Загинули друкарські верстати, книжки, папір. Смерть Яна Блау в наступному році з великою ймовірністю можна пояснити тим, що він так і не оговтався від удару, завданого йому пожежею. Він був похований в амстердамському храмі Вестеркерк. Його компанія припинила своє існування в 1698 р..

## Атлас 1664 р.
- Grooten Atlas 1 - Noord Europa [Архівовано 10 листопада 2017 у Wayback Machine.] 1664
- Grooten Atlas 2 - Duitsland [Архівовано 10 листопада 2017 у Wayback Machine.] 1664
- Grooten Atlas 3 - Nederlanden [Архівовано 10 листопада 2017 у Wayback Machine.] 1664
- Grooten Atlas 4 -  Engeland [Архівовано 10 листопада 2017 у Wayback Machine.] 1664
- Grooten Atlas 5 - Schotland & Ierland [Архівовано 10 листопада 2017 у Wayback Machine.] 1664
- Grooten Atlas 6 - Frankrijk [Архівовано 10 листопада 2017 у Wayback Machine.] 1664
- Grooten Atlas 7 - Italie & Griekenland [Архівовано 10 листопада 2017 у Wayback Machine.] 1664
- Grooten Atlas 8 - Spanje, Afrika & Amerika [Архівовано 10 листопада 2017 у Wayback Machine.] 1664
- Grooten Atlas 9 - Azie & Atlas Sinensis [Архівовано 10 листопада 2017 у Wayback Machine.] 1664